# Programme d'universalisation de l'identité civile dans les Amériques
Le Programme d’universalisation de l’identité civile dans les Amériques (PUICA), créé en 2007, est le secteur de l'Organisation des États américains (OEA) consacré à l’identité civile. Le programme fait partie du Département de la gestion publique efficace au sein du Secrétariat aux affaires politiques.
Le PUICA aide les États membres de l'OEA à éliminer la non-inscription au registre d’état civil pour garantir la reconnaissance du droit à l’identité civile pour tous les habitants de la région.

## Objectifs

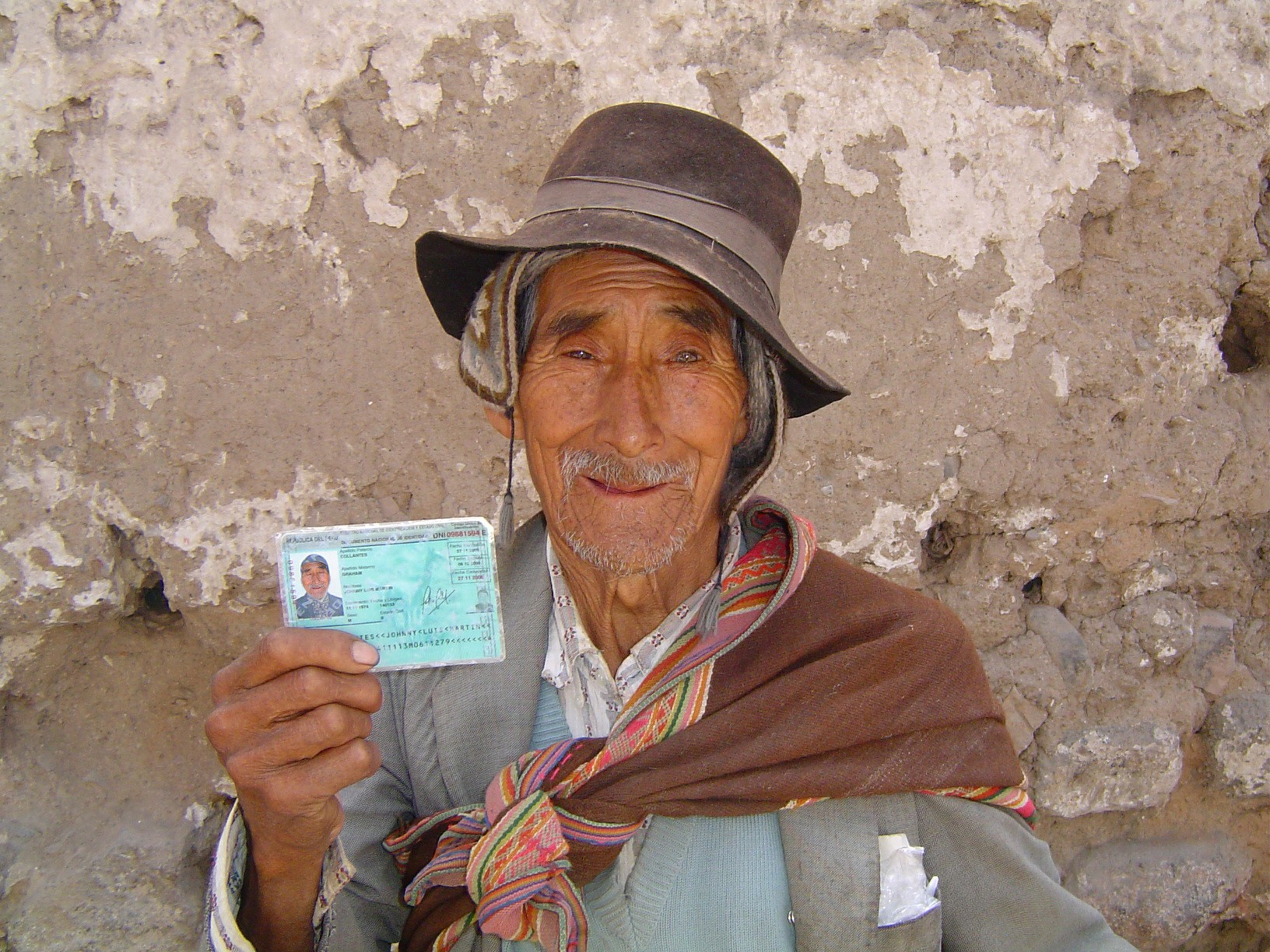
Citoyen péruvien prouvant leur identité

Toutes les activités du PUICA visent à accomplir les cinq objectifs établis par le Programme interaméricain d’enregistrement universel de l’état civil et droit à l’identité :
- universalisation et accessibilité de l’enregistrement de l’état civil et droit à l’identité ;
- renforcement des politiques, des institutions publiques et de la législation des pays ;
- participation citoyenne et sensibilisation ;
- identification des pratiques optimales ;
- promotion de la coopération internationale et régionale.

### Universaliser et améliorer l’accès au registre d’état civil
À l’heure actuelle, quelque 10 % des enfants naissant en Amérique latine et dans les Caraïbes n’existent pas officiellement car leur naissance n’est pas enregistrée. Cela signifie que les États n’ont pas de preuve de leur existence et que, par conséquent, ces enfants ne seront pas protégés contre des violations diverses et demeureront en marge des services de base. En ce qui concerne la population adulte, il n’existe pas de données fiables sur le nombre de personnes qui n’ont jamais été inscrites au registre, les proportions variant considérablement entre pays, mais aussi entre les différentes régions d’un même pays. Ce qui est certain, c’est que la pauvreté est un facteur constant lorsqu’il y a des lacunes en matière d’inscription aux registres, et que cela affecte principalement les populations les plus vulnérables.
Pour pallier cette situation, le PUICA compte au nombre de ses priorités la réduction du taux de non-inscription et l’élimination des obstacles à l’inscription effective, en mettant l’accent sur les zones qui recensent une population en situation de pauvreté et de vulnérabilité.
À cet égard, les travaux du PUICA se sont concentrés sur les stratégies suivantes :
- Campagnes itinérantes d’enregistrement pour atteindre les lieux inaccessibles.
- Mise en œuvre de systèmes d’enregistrement des naissances en milieu hospitalier.
- Récupération des registres détruits.

### Renforcer les politiques, les institutions publiques et la législation des pays en matière d’enregistrement de l’état civil
Avec un renforcement des institutions, la génération de forces d’inertie positive dans les institutions nationales chargées de l’enregistrement de l’état civil et l’amélioration des techniques législatives, le PUICA compte sur la permanence des résultats atteints grâce aux interventions.
Les stratégies employées par le Programme pour parvenir à cette permanence sont les suivantes :
- Activités de formation des fonctionnaires, responsables des registres et chefs communautaires.
- Application de technologies et systèmes informatiques dans les procédures d’enregistrement de l’état civil.
- Systématisation des interventions en vue d’une reproduction future.
- Élaboration de cadres juridiques pour les processus de modernisation.
- Sécurisation des registres et des systèmes de communication entre leurs services.
- Intégration du registre d’état civil avec d’autres entités de l'État et programmes sociaux.

### Accroitre la participation citoyenne et la sensibilisation

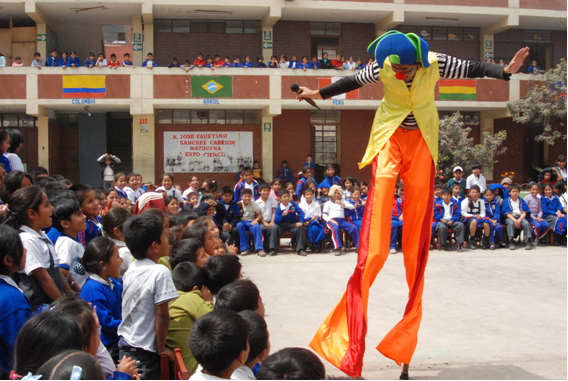
Œuvre théâtrale dans une école pour expliquer aux enfants l’importance de l’inscription au registre

La participation des communautés bénéficiaires dans l’élaboration et l’exécution des projets est un élément crucial de la stratégie du PUICA. Cette participation se produit tant dans la phase préliminaire de conception que dans l’étape postérieure de coordination et de promotion des campagnes.
D’autre part, la prise de conscience au sein de la population et des institutions sur l’importance du droit à l’identité est essentielle pour éliminer la non-inscription au registre. Par conséquent, le PUICA doit faire en sorte que la sensibilisation constitue un élément très important de sa stratégie et qu’elle soit intégrée aux campagnes au moyen d’ateliers de sensibilisation dans les établissements scolaires et de santé.

### Identification et diffusion des pratiques optimales
Les institutions nationales d’enregistrement de l’état civil qui s’efforcent d’améliorer l’accès au registre d’état civil créent constamment des pratiques qui produisent des résultats positifs. À cet égard, la tâche du PUICA consiste à identifier ces pratiques et à créer un espace pour assurer leur diffusion et leur échange. De plus, le programme collabore avec le CLARCIEV (Conseil latino-américain pour l’enregistrement de l’état civil, l’identification et les statistiques de l’état civil), une entité qui rassemble les institutions de l’état civil dans la région, ce qui permet un échange de connaissances entre ces institutions à travers la région. Depuis 2009, le PUICA est le Secrétariat exécutif du CLARCIEV et gère le portail Internet de cette institution.
En 2010, le PUICA a publié le « Manuel des pratiques réussies pour l’enregistrement de l’état civil », lequel contient une méthode permettant de désigner ces pratiques optimales et une description de ces pratiques qui ont été désignées au Mexique, au Pérou et en Colombie.

### Favoriser la coopération internationale et régionale
La promotion de partenariats entre les divers pays de la région et entre les acteurs locaux et internationaux de la coopération est un élément fondamental de la stratégie du PUICA. À cette fin :
- Avant l’exécution d’un projet, une cartographie des institutions représentatives de la localité est réalisée pour incorporer ces dernières aux activités de conception et d’exécution ;
- Des accords sont conclus avec d’autres organismes internationaux de coopération, par exemple avec l’UNICEF et la Banque interaméricaine de développement ;
- Des partenariats inter-institutions sont encouragés dans le cadre de projets de renforcement des registres d’état civil, ainsi que la participation de la société civile.

## Pays
Le PUICA a réalisé des activités dans plusieurs pays d’Amérique latine et des Caraïbes :

### Bolivie
Campagnes itinérantes d’enregistrement et de sensibilisation
Par des campagnes itinérantes d’enregistrement et de sensibilisation dans les régions de Yungas et Manco Kapac, et en collaboration avec la Direction nationale de l’état civil de Bolivie, plus de 15 000 personnes, appartenant pour la plupart à des groupes autochtones, ont pu exercer effectivement leur droit à l’identité.
Pour l’année 2011, l’on espère que près de 6 000 personnes bénéficieront de ce système d’inscription itinérante dans les zones rurales de Beni, Chuquisaca et Potosí.
Les deux interventions ont été financées par l’Agence espagnole pour la coopération internationale au développement.

### Salvador
Renforcement du système d’enregistrement en milieu hospitalier 

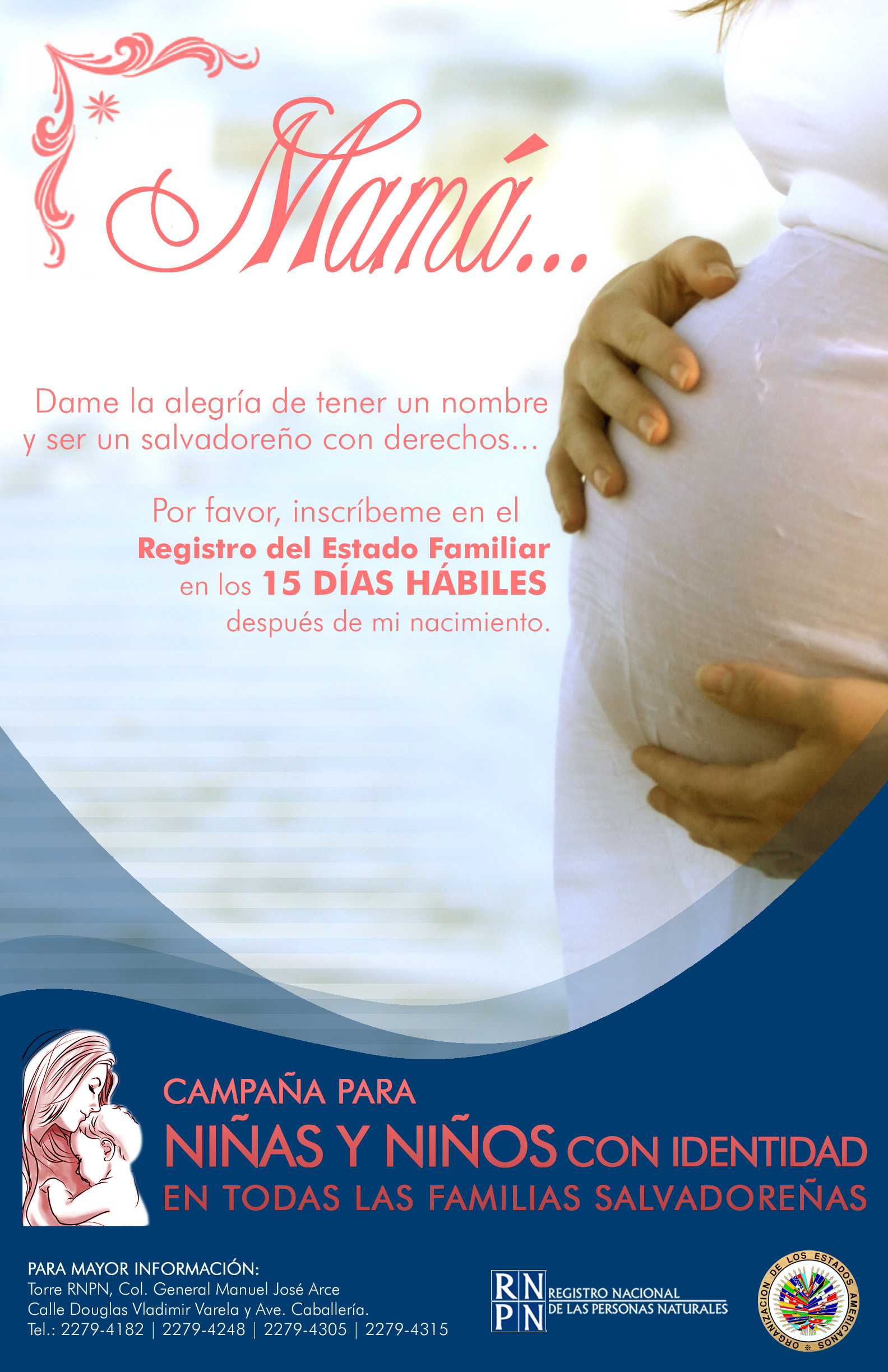
Affiche à l'hôpital de Sonsonate pour promouvoir l'enregistrement des bébés

Le Registre d’état civil national a bénéficié de la mise en application d’un système d’enregistrement en milieu hospitalier, à l’hôpital national de Sonsonate, qui a permis d’enregistrer plus de 10 000 naissances depuis l'installation du système, en 2009. Ce système s’est étendu à l’hôpital de Ahuachapán et se propage désormais à deux hôpitaux de plus, San Miguel et San Rafael.
Les interventions au Salvador ont été financées avec des fonds de la coopération espagnole (AECID).

### Guatemala
Campagnes itinérantes d’enregistrement et de sensibilisation Renforcement institutionnel. Vérification des processus
Conjointement avec le Registre d’état civil national, plusieurs campagnes d’enregistrement et de sensibilisation ont été exécutées dans différentes zones du pays, dont Chichicastenango, San Pedro Sacatepéquez, San Juan Sacatepequez, San Raimundo et Huehuetenango. La formation et la collaboration des chefs communautaires ont permis de procéder au premier enregistrement de plus de 3 000 personnes, en majorité des autochtones.
En outre, en 2010, et sur la demande du Gouvernement du Guatemala, le PUICA a vérifié les processus du Registre d’état civil national et aide cette institution à mettre en œuvre ses recommandations. 
En 2011 des succursales d'enregistrement ont été installés dans cinq hôpitaux du pays : Roosevelt, Quetzaltenango, Escuintla, Chimaltenango et Zacapa,  ce qui va faciliter l'enregistrement des nouveau-nés. L'installation a été accompagnée par une sensibilisation sur l'importance de l'enregistrement visé non seulement aux parents mais aussi au personnel médical.
Comme les interventions en Bolivie et au Salvador, les projets exécutés au Guatemala ont été financés par l’AECID.

### Haïti

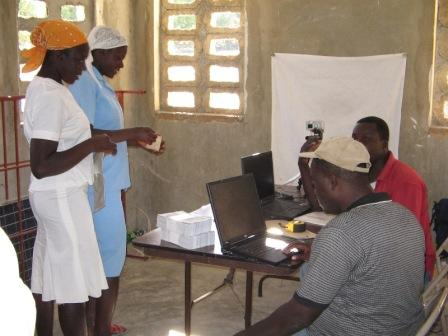
Campagne d’enregistrement en Haïti

Modernisation et intégration du registre d’état civil
En Haïti, plus de 4,8 millions d’Haïtiens ont aujourd'hui une identité grâce à des campagnes itinérantes d’enregistrement. En outre, le personnel de l’Office national d’identification a été formé, et l’institution est équipée de systèmes technologiques et de l’infrastructure nécessaire. De plus, 141 bureaux d'enregistrement ont été ouverts. D’autre part, les Archives nationales ont bénéficié de la numérisation de plus de 8 millions d’actes historiques sur une base de données électronique.
Ces projets sont exécutés grâce à l’appui financier de la coopération canadienne (ACDI).

### Mexique
Promotion de l’identité civile. Échange de pratiques optimales. Sensibilisation
Au Mexique, la stratégie est fondée sur la coopération avec le Registre national d’état civil et d’identification pour la promotion de l’identité civile au niveau national. C’est dans cet objectif qu’ont eu lieu un symposium international pour l’évaluation du sous-registre des naissances, un atelier d’échange de pratiques optimales portant sur les technologies appliquées au registre civil, en sus de plusieurs campagnes de sensibilisation pour promouvoir l’importance de l’identité civile.
Les fonds de la coopération canadienne ont permis d’assurer la viabilité financière de ces projets.

### Paraguay

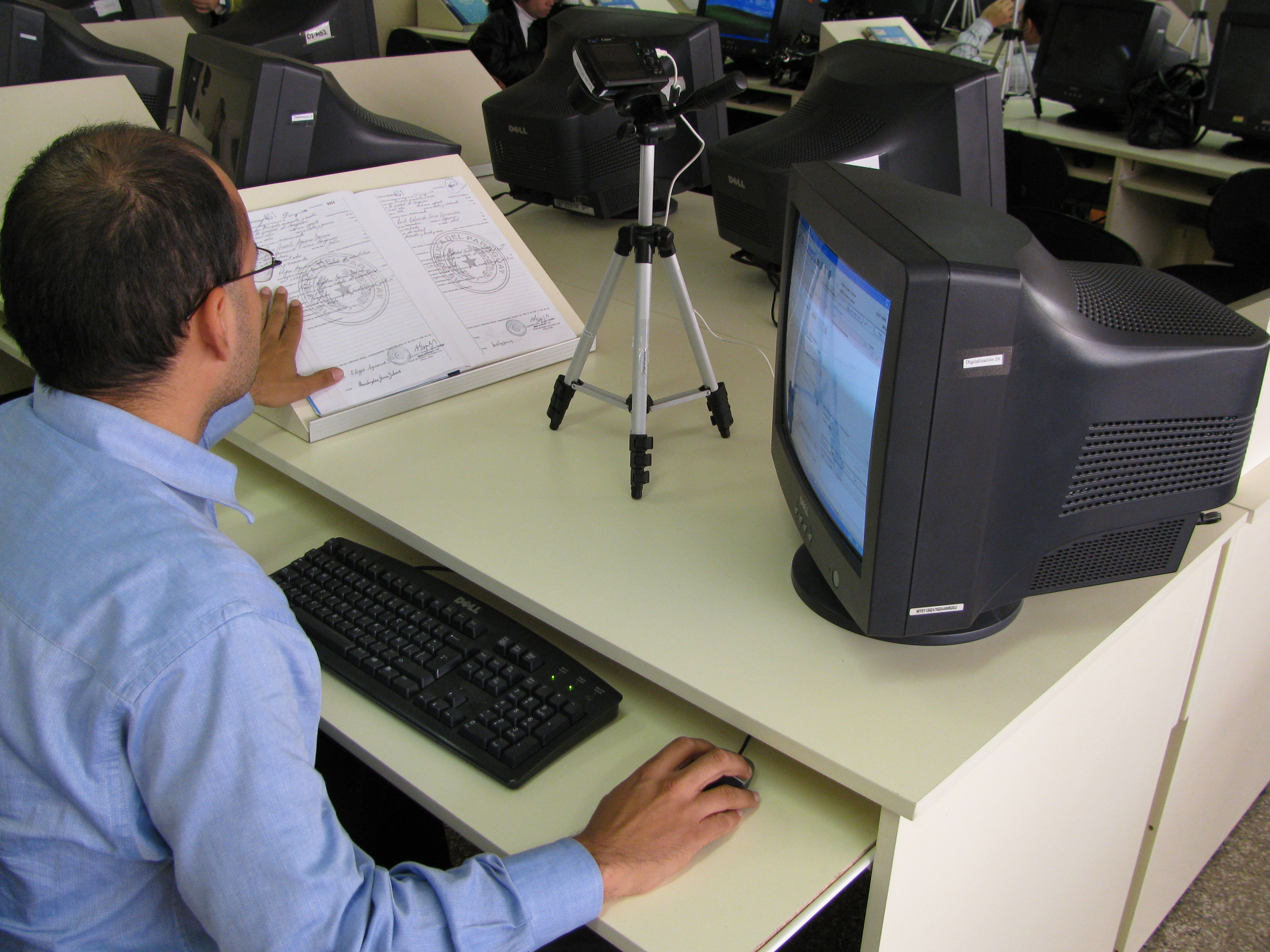
Numérisation des certificats de naissance à être incorporés dans une base de données numériques. Paraguay

Modernisation du registre d’état civil Numérisation des actes historiques Campagnes d’enregistrement
L’acquisition de matériel technique et la formation du personnel de l’institut d’enregistrement de l’état civil ont permis à ce personnel de numériser des millions d’actes, ce qui facilitera la connexion du registre à d’autres entités publiques, notamment des hôpitaux, et permettra la pérennité du projet. En outre, le Registre d’état civil bénéficiera d’une aide pour la conduite de campagnes itinérantes d’enregistrement et de sensibilisation auprès des communautés autochtones.
Les interventions au Paraguay ont été financées par le biais de l’Agence canadienne pour le développement international.

### Pérou
Campagnes itinérantes d’enregistrement et de sensibilisation Reconstruction de registres détruits
Grâce au système de campagnes itinérantes et de sensibilisation, plus de 15 000 personnes ont été enregistrées au Pérou. Les interventions ont eu lieu à Huaycán, San Juan de Lurigancho et Huancavelica. En outre, dans cette dernière localité, les registres d’état civil détruits par le conflit armé avec le Sentier lumineux ont été reconstitués.
Ces projets ont été financés avec l’aide de l’Espagne, des États-Unis et de l’Italie.

### Caraïbes. Antigua-et-Barbuda, Dominique, Grenade, Saint-Kitts-et-Nevis, Sainte-Lucie et Saint-Vincent-et-Grenadines
Modernisation des registres d’état civil. Numérisation des registres
Dans cette région, l’objectif poursuivi était de consolider les bases de données électroniques au moyen de la numérisation des registres historiques.
L’Agence canadienne de coopération finance l’exécution de ce projet, avec les fonds des États-Unis et le Chili.